# Wieszki (Białoruś)
Wieszki (biał. Вешкі; ros. Вешки) – wieś na Białorusi, w obwodzie witebskim, w rejonie dokszyckim, w sielsowiecie Biarozki. W 2009 roku liczyła 16 mieszkańców.